# Corba de Gosper
La corba de Gosper, també coneguda com corba de Peano-Gosper, és una corba fractal contínua descrita per Bill Gosper. En anglès també és anomenada Flowsnake, pel joc de paraules amb la paraula Snowflake (floc de neu). Forma part d'un grup de fractals auto-similars de recobriment del pla basats en la corba de Peano.

## Descripció
La corba de Gosper utilitza una graella hexagonal, a diferència de la majoria de corbes de recobriment del pla, que utilitzen graelles rectangulars o triangulars.
| Primera iteració | Quarta iteració |
|                  |                 |
| ---------------- | --------------- |

## Programació
Aquí es mostra un programa en Logo per a dibuixar la corba de Gosper mitjançant gràfics de tortuga:
```
to
 
rg
 
:
st
 
:
ln

 
make
 
"st :st - 1

 
make
 
"ln :ln / 2.6457

 
if
 
:
st
 
>
 
0
 
[
rg
 
:
st
 
:
ln
 
rt
 
60
 
gl
 
:
st
 
:
ln
 
rt
 
120
 
gl
 
:
st
 
:
ln
 
lt
 
60
 
rg
 
:
st
 
:
ln
 
lt
 
120
 
rg
 
:
st
 
:
ln
 
rg
 
:
st
 
:
ln
 
lt
 
60
 
gl
 
:
st
 
:
ln
 
rt
 
60
]

 
if
 
:
st
 
=
 
0
 
[
fd
 
:
ln
 
rt
 
60
 
fd
 
:
ln
 
rt
 
120
 
fd
 
:
ln
 
lt
 
60
 
fd
 
:
ln
 
lt
 
120
 
fd
 
:
ln
 
fd
 
:
ln
 
lt
 
60
 
fd
 
:
ln
 
rt
 
60
]

end

to
 
gl
 
:
st
 
:
ln

 
make
 
"st :st - 1

 
make
 
"ln :ln / 2.6457

 
if
 
:
st
 
>
 
0
 
[
lt
 
60
 
rg
 
:
st
 
:
ln
 
rt
 
60
 
gl
 
:
st
 
:
ln
 
gl
 
:
st
 
:
ln
 
rt
 
120
 
gl
 
:
st
 
:
ln
 
rt
 
60
 
rg
 
:
st
 
:
ln
 
lt
 
120
 
rg
 
:
st
 
:
ln
 
lt
 
60
 
gl
 
:
st
 
:
ln
]

 
if
 
:
st
 
=
 
0
 
[
lt
 
60
 
fd
 
:
ln
 
rt
 
60
 
fd
 
:
ln
 
fd
 
:
ln
 
rt
 
120
 
fd
 
:
ln
 
rt
 
60
 
fd
 
:
ln
 
lt
 
120
 
fd
 
:
ln
 
lt
 
60
 
fd
 
:
ln
]

end

```

El programa pot ser activat, per exemple, amb rg 4 300, o alternativament amb gl 4 300.
La constant 2,6457 utilitzada en el codi del programa és una aproximació de l'arrel quadrada de 7.

## Propietats
L'espai cobert per la corba s'anomena illa de Gosper. Aquí es mostren les primeres iteracions d'aquest fractal.
| Illa de Gosper 0 | Illa de Gosper 1 | Illa de Gosper 2 | Illa de Gosper 3 | Illa de Gosper 4 |

L'illa de Gosper pot cobrir completament el pla. De fet, es poden unir entre si set còpies de l'illa de Gosper per a formar una figura similar però de mida √7 vegades major en les dues dimensions del plànol. Iterant aquest procés indefinidament, s'aconsegueix una tesselació del plànol. De fet anàleg, es pot estendre l'illa de Gosper a una corba infinita que cobreixi el plànol.
| Tesselació | Tesselació |